# Кангал

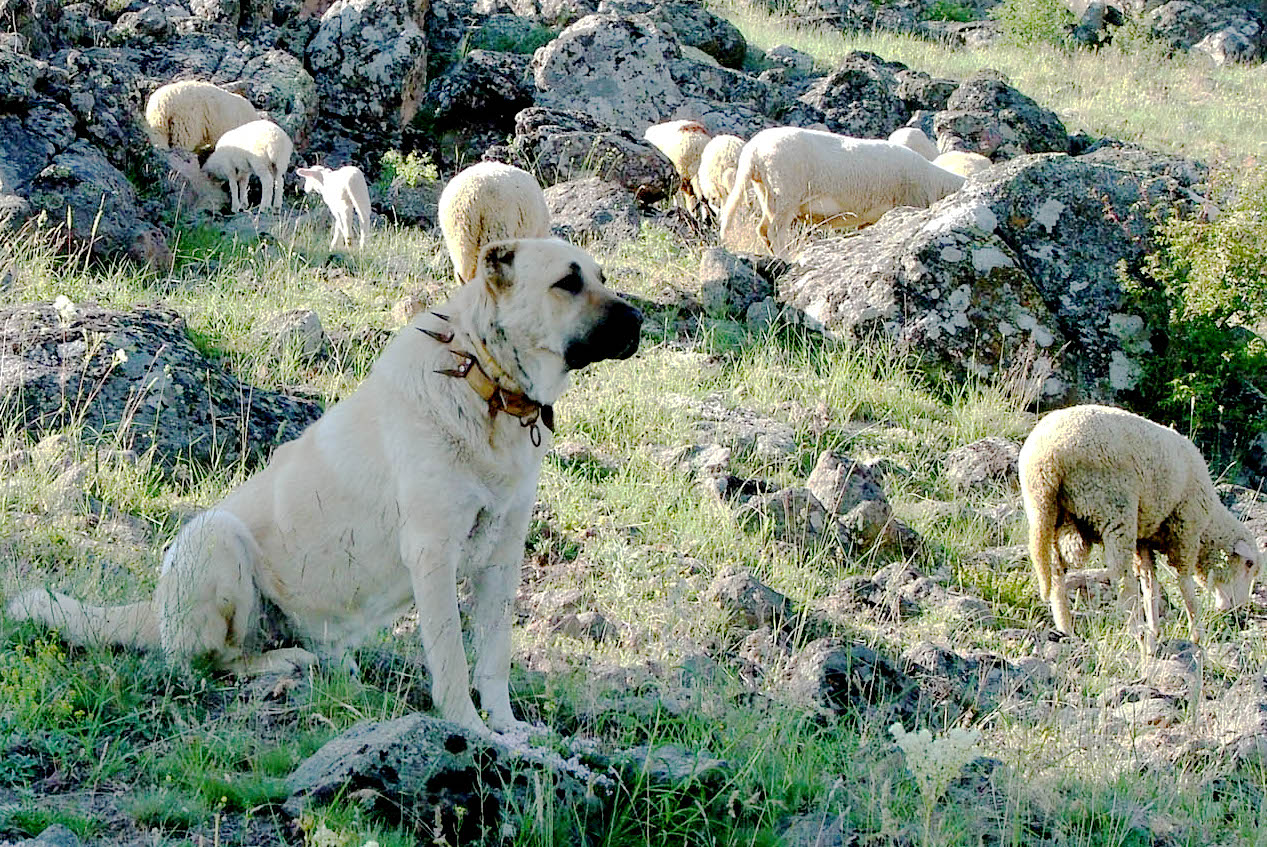
Кангал

Пікінес ( турецький пікінес карабаш) — анатолійська або турецька вівчарка, давня порода службових собак.

## Походження
Кангал, відомий з середніх століть, родом зі Східної Туреччини, де дуже високо цінується як пастуший сторожовий собака. Можливо, при створенні породи пастухи використовували північних собак, на що вказує загнутий на спину хвіст і коротка шерсть, але точне походження породи невідомо.
Вони довгий час залишалися маловідомими для решти світу, і лише у XX столітті, коли перші собаки з'явилися в Європі та США, настав їхній золотий час. Витривалість та охоронні якості кангалів справили враження на велику кількість кінологів та фермерів, тому сьогодні собак можна побачити у багатьох країнах для охорони стад, ферм та приватних територій.

## Характеристики
Кангал за своїми робочими якостями не знає собі рівних. 
На відміну від більшості пастуших порід ніколи не буває білого забарвлення.
Висота в загривку 71-89 см, вага 34-69 кг.
Кангал собака міцної статури, значного вигляду. Шия потужна, плечі і стегна з добре розвиненою мускулатурою. Корпус і кінцівки добре збалансовані. Шерсть густа, коротка, щільно прилегла. Забарвлення сірувато-коричневе, коричнево-жовте, маска чорного кольору на морді обов'язкова.
Тривалість життя Кангала — 12-15 років. Кількість цуценят — 5-10.

## Характер
Спритний, енергійний, на рідкість слухняний кангал заслужив найпохвальніші відгуки турецьких скотарів. Густа шерсть захищає в будь-яку негоду. Пильний, але не такий лютий як інші пастуші сторожові собаки, кангал придатний і для караульної служби. Не підходить як домашній улюбленець.

## Здоров'я і можливі проблеми зі здоров'ям
Схильні до гіпотиреозу або завороту повік. Може виникнути дисплазія кульшового суглоба, але не так часто, як у деяких інших великих порід. Вони чутливі до анестезії. Імунітет часто розвивається довше, ніж у інших порід, і тому вам слід поговорити з вашим ветеринаром про надання молодим собакам додаткової вакцинації проти парво-вірусу.

## Умови утримання
Кангал не створений для життя в закритому приміщенні. Він не підійде міському жителю, оскільки любить необмежену свободу і можливість побігати. Якщо кангал живе в квартирі, то йому обов'язково потрібні тривалі прогулянки і фізичні навантаження. З раннього віку Кангала потрібно привчати до суспільства. У жодному разі не припиняйте спілкування з іншими собаками і людьми, інакше кангал виросте агресивним і некерованим. Це ідеальний охоронець для заміського будинку, який комфортно відчуватиме себе просто неба. Єдина умова для утримання Кангала як охоронця — надійне огородження.
Ця порода має потребу у великій кількості вправ. Цим собакам найкраще, коли вони можуть вільно бігати по своїй обгородженій території, але тим не менше все одно їх слід виводити на щоденні прогулянки.
Шерсть цього собаки не вимагає особливого догляду. Необхідно тільки в період линьки регулярно вичісувати собаку спеціальною щіткою.